# Списак епизода серије Династија (ТВ серија из 2017)
Династија америчка је телевизијска сапуница у ударном термину рибут темељен на истоименој серији из 1980-их. Серију су развили Џош Шварц, Стефани Севиџ и Сали Патрик.
Пилот је најављен у септембру 2016. и рибут серија је наручена у мају 2017. године. Премијера серије била је 11. октобра 2017. на The CW-у у Сједињеним Државама и дан касније на Netflix-у међународно.

## Преглед серије
| Сезона | Сезона | Епизоде | Епизоде | Оригинално емитовање | Оригинално емитовање | Ранг  | Просек гледаоца (милиони укљ. ) |
| Сезона | Сезона | Епизоде | Епизоде | Премијера            | Финале               | Ранг  | Просек гледаоца (милиони укљ. ) |
| ------ | ------ | ------- | ------- | -------------------- | -------------------- | ----- | ------------------------------- |
|        | 1.     | 22      | 22      | 11. октобар 2017.    | 11. мај 2018.        | 145   | 1,00                            |
|        | 2.     | 22      | 22      | 12. октобар 2018.    | 24. мај 2019.        | 141   | 0,80                            |
|        | 3.     | 20      | 20      | 11. октобар 2019.    | 8. мај 2020.         | 133   | 0,59                            |
|        | 4.     | 22      | 22      | 7. мај 2021.         | н. п.                | н. п. | н. п.                           |

## Епизоде

### 1. сезона (2017–2018)
| Бр. еп. (укупно) | Бр. еп. (у сезони) | Наслов                             | Редитељ             | Сценариста                             | Премијера          | Гледаност у С.А.Д. (милиони) |
| --- | ------------------ | ---------------------------------- | ------------------- | -------------------------------------- | ------------------ | ---------------------------- |
| 1 | 1                  | Једва сам те препознао             | Бред Силберлинг     | Сали Патрик, Џош Шварц и Стефани Севиџ | 11. октобар 2017.  | 1,26                         |
| Фалон Карингтон је харизматична, лукава и предодређена да постане нови директор операција у енергетској фирми свог оца. На очев позив, Фалон и њен брат враћају се у Атланту где сазнају да повратак нема везе са унапређењем, већ служи за представљање њихове будуће помајке, Кристал. |                    |                                    |                     |                                        |                    |                              |
| 2 | 2                  | Шта доноси презиме?                | Мајкл А. Аловиц     | Сали Патирк                            | 18. октобар 2017.  | 0,92                         |
| Истрага убиства долази до Карингтона и породица мора да прегура сопствене сумње да би се одбранила. Кристал се тешко носи са припадношћу Карингтоновима, док Фелон нерадо штити своју помајку како би заштитила читаву породицу.                                                         |                    |                                    |                     |                                        |                    |                              |
| 3 | 3                  | Осећај кривице је за несигуре људе | Кели Сајрус         | Али Адлер                              | 25. октобар 2017.  | 0,72                         |
| Повратак у осамдесете, када је похлепа била добра. Карингтонови облаче најбоље костиме за своју прославу за прикупљање новца за добротворну установу. Фалон тражи од оца дозволу да употеби породични углед у новом послу.                                                               |                    |                                    |                     |                                        |                    |                              |
| 4 | 4                  | Скривени циркус                    | Кевин Родни Саливан | Џена Ричман                            | 1. новембар 2017.  | 0,74                         |
| Покушај Карингтона да сачувају тајне од осталих и од себе, доводи до напуштања безбедности имања. Кристал и Блејк одлазе на закаснели медени месец. Стивен и Сами Џо су спасени. Фалон се суочава са страховима из прошлости.                                                            |                    |                                    |                     |                                        |                    |                              |
| 5 | 5                  | Канцеларијска дроља                | Чери Наулан         | Кристофер Фајф                         | 8. новембар 2017.  | 0,72                         |
| Фалон се игра мачке и миша са Кристал, док се обе боре да доспеју на насловну страницу часописа. Стивенов бивши момак враћа се у град и ремети Стивенов живот. Сами Џо и Андерс откривају неочекивану повезаност.                                                                        |                    |                                    |                     |                                        |                    |                              |
| 6 | 6                  | Постојим само због себе            | Ли Роуз             | Кевин А. Гарнет                        | 15. новембар 2017. | 0,64                         |
| Кристалин гост ставља Блејка у незгодан положај. Сами Џо уваљује се преко главе док чува децу. Фалон схвата да се сви удаљавају од ње и креће у лов за једином ствари коју заиста жели.                                                                                                  |                    |                                    |                     |                                        |                    |                              |
| 7 | 7                  | Мило за драго                      | Мет Ерл Бизли       | Џеј Гибсон                             | 29. новембар 2017. | 0,64                         |
| Блејкове наде о савршеном Дану захвалности уништене су кад се сукоби са Фалон и Стивеном. Кристалин гост подсећа све на захвалност породичних веза. |                    |                                    |                     |                                        |                    |                              |
| 8 | 8                  | Најбоље ствари у животу            | Паскал Верскурис    | Франсиска Ху                           | 6. децембар 2017.  | 0,64                         |
| На Годишњем кићењу јелке све је сјајно, али у позадини, Карингтонови се боре са духовима прошлости. Фалон покушава да настави са животом након љубавног краха. Стивен и Џеф покушавају да исправе неправду.                                                                              |                    |                                    |                     |                                        |                    |                              |
| 9 | 9                  | Покварене ствари                   | Бред Силберлинг     | Пол Сабага                             | 13. децембар 2017. | 0.69                         |
| Жеља Карингтона за мирном прославом празника покварена је доласком нових гостију и њиховим проблемима. Блејк се сукобљава са својим оцем. |                    |                                    |                     |                                        |                    |                              |
| 10 | 10                 | Лепо обучена тарантула             | Кени Леон           | Адел Лим                               | 17. јануар 2018.   | 0,63                         |
| Покушаји Кристал да поправи пропали брак постају још тежи доласком придошлице која прети да уништи све што је њој и Блејку драго. |                    |                                    |                     |                                        |                    |                              |
| 11 | 11                 | Не одговарам никоме                | Стивен А. Аделсон   | Гладис Родригез                        | 24. јануар 2018.   | 0,56                         |
| Фалон је отета и остатак породице мора да се удружи да је спасе. Али Карингтонови баш и не умеју да се удруже. |                    |                                    |                     |                                        |                    |                              |
| 12 | 12                 | Обећања која не можеш испунити     | Норман Бакли        | Кристофер Фајф и Кевин А. Гарнет       | 31. јануар 2018.   | 0,65                         |
| Карингтонови организују журку за Коцкарску ноћ, и Кристалинин и Блејков брак је пред испитом, након што опака тајна из Блејкове прошлости изађе на видело. |                    |                                    |                     |                                        |                    |                              |
| 13 | 13                 | Ништа осим невоље                  | Мет Ерл Бизли       | Џена Ричман                            | 7. фебруар 2018.   | 0,65                         |
| Након што Фалон објави да је професионално и романтично независна, Џеф покушава да је поврати. |                    |                                    |                     |                                        |                    |                              |
| 14 | 14                 | Јеванђеље по Блејку Карингтону     | Дон Вилкинсон       | Франсиска Ху и Пола Сабага             | 9. март 2018.      | 0,64                         |
| Сумњајући у то да Колбијеви имају лоше намере, Фалон игра опаку игру претварања. Стивен открива своју тамну страну покушавајући да помогне Сами Џоу. |                    |                                    |                     |                                        |                    |                              |
| 15 | 15                 | Дошао је ред на нас                | Мет Ерл Бизли       | Либи Велс                              | 16. март 2018.     | 0,60                         |
| Након што Фалон схвати да Џеф Колбијев разлог за свадбу није из љубави већ из освете, Фалон мора да изгура своје лажно венчање како би спасила своју породицу. |                    |                                    |                     |                                        |                    |                              |
| 16 | 16                 | Јадна мала богаташица              | Кени Леон           | Али Адлер и Џена Ричман                | 23. март 2018.     | 0,63                         |
| Услед смрти у породици, Блејков темперамент приморава Кристал да донесе тешку одлуку о њиховом браку. Фалонин сукоб са Џефом избија у јавност и приморава је да се ослони на свог лажног супруга Лијама.                                                                                 |                    |                                    |                     |                                        |                    |                              |
| 17 | 17                 | Појављује се Алексис               | Џеф Берд            | Сали Патирк и Кростофер Фајф           | 30. март 2018.     | 0,69                         |
| Долазак Алексис бацио је целу породицу Карингтон у хаос. Након што Алексис добије богатство од дединог наследства, Фалон жели да докаже да га њена мајка није заслужила. |                    |                                    |                     |                                        |                    |                              |
| 18 | 18                 | Немој да вараш варалицу            | Карл Ситон          | Кевин А. Гарнет и Пола Сабага          | 6. април 2018.     | 0,71                         |
| Фалон и Алексис боре се за Стивенову љубав и његов однос са Самом се урушава. |                    |                                    |                     |                                        |                    |                              |
| 19 | 19                 | Искористи или ћеш бити искоришћен  | Вијет Нгујен        | Џејк Коберн и Џеј Гибсон               | 20. април 2018.    | 0,56                         |
| Игре моћи између Фалон и Алексис настављају се кад Алексис, сумњичава према Фалоновом мужу Лијаму, почне да се меша у Фалонин љубавни живот. |                    |                                    |                     |                                        |                    |                              |
| 20 | 20                 | Веза из прошлости                  | Паскал Верскурис    | Џена Ричман и Франсуска Ху             | 27. април 2018.    | 0,68                         |
| Док Алексис и Блејк настављају да се боре, Алексис позива неочекиваног савезника, Џефа Колбија. |                    |                                    |                     |                                        |                    |                              |
| 21 | 21                 | Прљава мала дроља                  | Бренди Бредберн     | Кристофер Фајф и Кевин А. Гарнет       | 4. мај 2018.       | 0,55                         |
| Када Блејк упропасти Фалонин покушај да скрене фирму у новом правцу, Фалон схвата да је највећа претња заправо сам Блејк. |                    |                                    |                     |                                        |                    |                              |
| 22 | 22                 | У задњи час                        | Мајкл А. Аловиц     | Сали Патрик и Либи Велс                | 11. мај 2018.      | 0,56                         |
| Док Алексис губи контролу над планом са Колбијевима, Фалон изазива Блејка над контролом у породичној фирми, али сазнаје да није једина са претензијама ка трону. |                    |                                    |                     |                                        |                    |                              |

### 2. сезона (2018–2019)
| Бр. еп. (укупно) | Бр. еп. (у сезони) | Наслов                             | Редитељ          | Сценариста                            | Премијера          | Гледаност у С.А.Д. (милиони) |
| --- | ------------------ | ---------------------------------- | ---------------- | ------------------------------------- | ------------------ | ---------------------------- |
| 23 | 1                  | Изненадни одлазак                  | Мет Ерл Бизли    | Сали Патрик и Кростофер Фајф          | 12. октобар 2018.  | 0,64                         |
| Уочи стогодишњице фирме -а, расцепкана породица покушава да се уздигне из пепела. Док се грешке из прошлости нижу, склапају се нова савезништва и судбина наслеђа породице Карингтон налази се на Фалониним раменима.                 |                    |                                    |                  |                                       |                    |                              |
| 24 | 2                  | Брод змија                         | Кени Леон        | Џош Рејмс и Џена Ричман               | 19. октобар 2018.  | 0,61                         |
| Док се Блејк усредсређује на сопствене напоре, Фалон користи очајничке мере како би продала породици Ван Кирк. Сам и Алексис су одлучни да потврде сумње о Мелиси.                                                                    |                    |                                    |                  |                                       |                    |                              |
| 25 | 3                  | Батлер је крив                     | Паскал Верскурис | Дејвид М. Израел и Пола Сабага        | 26. октобар 2018.  | 0,56                         |
| Фалон се увалила преко главе и потребна јој је помоћ Лијама и Кулејна. Кирби долази до шокантног открића које све мења, док Блејк тимари новог госта.                                                                                 |                    |                                    |                  |                                       |                    |                              |
| 26 | 4                  | Пахуље у паклу                     | Мери Лу Бели     | Франсиска Ху и Одри Вилалобос Кар     | 2. новембар 2018.  | 0,55                         |
| Након невероватног открића, Карингтонови се боре да одрже породицу на окупу. Фалон је добила улогу миротворца. Код куће, Кулејн је принуђен да повуче опасан потез.                                                                   |                    |                                    |                  |                                       |                    |                              |
| 27 | 5                  | Краљица пехара                     | Џеф Берд         | Кевин А. Гарнет и Џеј Гибсон          | 9. новембар 2018.  | 0,60                         |
| Судбина против слободне воље. Фалон је дала своје срце Кулејну. Међутим, невидљиве и видљиве силе одлучне су у намери да раздвоје овај пар.                                                                                           |                    |                                    |                  |                                       |                    |                              |
| 28 | 6                  | Вештица                            | Теса Блејк       | Џош Рејмс и Либи Велс                 | 16. новембар 2018. | 0,66                         |
| Лавови, тигрови и свекрве. У нади да ће заборавити Лијама, Фалон жели да докаже Кулејну и његовој породици да је он једини мушкарац за њу.                                                                                            |                    |                                    |                  |                                       |                    |                              |
| 29 | 7                  | Привремена зараза                  | Мајкл А. Аловиц  | Џена Ричман                           | 30. новембар 2018. | 0,63                         |
| Нови почеци. Након трауматичне, али терапеутске прославе Дана захвалности, Карингтонови су спремни за нови почетак. Фалон креће у нови пословни подухват и ненамерно се сукобљава са Кулејновим тајним животом.                       |                    |                                    |                  |                                       |                    |                              |
| 30 | 8                  | Инстикт убице                      | Мет Ерл Бизли    | Дејивд М. Израел и Франсиска Ху       | 7. децембар 2018.  | 0,56                         |
| Тешко је отарасити се старих навика. Фалон ангажује своју мајку да јој помогне око планирања венчања, све док не сазна да Алексис има подли циљ.                                                                                      |                    |                                    |                  |                                       |                    |                              |
| 31 | 9                  | Луда жена                          | Мелани Мејрон    | Кристофер Фајф и Пола Сабага          | 21. децембар 2018. | 0,63                         |
| Дошло је време лова. Док Карингтонови лове опасног непријатеља на Божић, Фалон и Блејк сукобљавају се око тога како да најбоље реше ситуацију, што покреће неразрешене сукобе.                                                        |                    |                                    |                  |                                       |                    |                              |
| 32 | 10                 | Атмосфера уз шампањац              | Мајкл А. Аловиц  | Џош Рејмс и Кевин А. Гарнет           | 18. јануар 2019.   | 0,59                         |
| Све што радимо за породицу. Након језиве несреће, Кулејну (Роберт Кристофер Рајли) очајнички треба Фелонина (Елизабет Гилис) помоћ и заштита. Фелон мора да се суочи са тежином Кулејнових лажи.                                      |                    |                                    |                  |                                       |                    |                              |
| 33 | 11                 | Призор                             | Мет Ерл Бизли    | Дејвид М. Израел и Обри Вилалобос Кар | 25. јануар 2019.   | 0,58                         |
| Нека најбоља жена победи. Опорављајући се од низа емотивних проблема, Фалон је одлучила да окупи своје другарице и отпутује на девојачки одмор у Ајдахо. Међутим, када стигну у скијашки центар, Фалонин тајни план излази на видело. |                    |                                    |                  |                                       |                    |                              |
| 34 | 12                 | Прљаве игре                        | Гери Маклауд     | Франсиска Ху и Либи Велс              | 1. фебруар 2019.   | 0,60                         |
| Нема предаје. Фалон покушава да докаже да је и даље у форми након ужасног одбијања. Сам покушава да постане бољи како би спасао своју угрожену везу са Стивеном.                                                                      |                    |                                    |                  |                                       |                    |                              |
| 35 | 13                 | Чак и црви могу да се размножавају | Вијет Нгујен     | Кристофер Фајф и Џеј Гибсон           | 8. фебруар 2019.   | 0.61                         |
| Кристал и Блејк имају неочекиваног госта који може да им поквари везу. У међувремену, Фалон креће у рат против Кулејна, који је постао моћан играч у -у.                                                                              |                    |                                    |                  |                                       |                    |                              |
| 36 | 14                 | Париска легенда каже...            | Паскал Верскурис | Сали Патрик и Џена Ричман             | 15. март 2019.     | 0,47                         |
| Блејк тражи правду након језивог злочина, а Фалон и Сам тајно путују у Париз како би дошли до истине иза узнемирујућег телефонског позива.                                                                                            |                    |                                    |                  |                                       |                    |                              |
| 37 | 15                 | Презаштићеност                     | Бренди Бредберн  | Дејвид М. Израел и Пола Сабага        | 22. март 2019.     | 0.55                         |
| Док Фалон и Сам покушавају да прикрију тајну, мистериозни странац долази у град. Док је Блејк заокупљен породичним проблемима, Кристал се удружује са Кулејном.                                                                       |                    |                                    |                  |                                       |                    |                              |
| 38 | 16                 | Јадни незахвални мушкарци          | Џеф Берд         | Гарет Окли и Брајс Шрам               | 29. март 2019.     | 0,52                         |
| Објављен је чланак који угрожава углед Карингтонових. Фалон покушава да предупреди штету објављивањем мемоара који ће скинути љагу са имена породице. У међувремену, Блејк прави журку.                                               |                    |                                    |                  |                                       |                    |                              |
| 39 | 17                 | Колико дволичан можеш бити         | Џоана Кернс      | Кристофер Фајф и Кевин А. Гарнет      | 19. април 2019.    | 0,55                         |
| Фалонина куповина издавачке куће враћа у игру једну особу из прошлости, а Фалон је присиљена да се носи са финансијским и емотивним последицама. У међувремену, Блејк је сумњичав када се бесни Џеф појави у -у.                      |                    |                                    |                  |                                       |                    |                              |
| 40 | 18                 | Живот је маскенбал                 | Џеф Берд         | Џош Рејмс и Обри Вилалобос Кар        | 26. април 2019.    | 0,49                         |
| Појављују се проблеми у романси између Фалон и Лијама када Лијам искористи јавну заблуду како би покушао да повећа број наруџбина најављиване књиге.                                                                                  |                    |                                    |                  |                                       |                    |                              |
| 41 | 19                 | Ова моја болест                    | Мет Ерл Бизли    | Франсиска Ху и Џеј Гибисон            | 3. мај 2019.       | 0,39                         |
| Фалон се спрема за објављивање Лијамове књиге, а Лијамова мајка враћа се у Атланту са шокантном објавом, која би могла да поквари Фалонине планове са Лијамом.                                                                        |                    |                                    |                  |                                       |                    |                              |
| 42 | 20                 | Нова дама у граду                  | Илоди Кинел      | Дејвид М. Израел                      | 10. мај 2019.      | 0,42                         |
| Фалон и Лијам се удружују како би се осветили Адаму, који саботира Фалонине пословне и приватне подухвате. Џефово оздрављење од мистериозне болести квари долазак његове мајке Доминик.                                               |                    |                                    |                  |                                       |                    |                              |
| 43 | 21                 | Гушће од новца                     | Кен Финк         | Џена Ричман и Кевин А. Гарнет         | 17. мај 2019.      | 0,47                         |
| Фалонина потрага за договором за закомпликује се када је Блејк замоли да буде ментор Адаму и да му помогне да задржи . У међувремену, јавља се јаз између Блејка и Кристал.                                                           |                    |                                    |                  |                                       |                    |                              |
| 44 | 22                 | Превара, љубомора и лажи           | Мајкл А. Аловиц  | Кристофер Фајф и Пола Сабага          | 24. мај 2019.      | 0,53                         |
| Неколико чланова породице Карингтон мора да се одлучи између одржавања свог угледа и заштите личних односа. Савезништва су пред испитом и мрачне тајне из прошлости излазе на видело.                                                 |                    |                                    |                  |                                       |                    |                              |

### 3. сезона (2019–2020)
| Бр. еп. (укупно) | Бр. еп. (у сезони) | Наслов                                | Редитељ          | Сценариста         | Премијера          | Гледаност у С.А.Д. (милиони) |
| --- | ------------------ | ------------------------------------- | ---------------- | ------------------ | ------------------ | ---------------------------- |
| 45 | 1                  | Путовање на Аљаску из кривице         | Мајкл А. Аловиц  | Џош Рејмс          | 11. октобар 2019.  | 0,45                         |
| У предвечерје добротворне вечере фондације Карингтон тела су извучена из језера на имању. Док новинари и детективи долазе у великом броју, Блејк, Фалон, Кристал, Адам и Андерс схватају да морају да ускладе причу.                                     |                    |                                       |                  |                    |                    |                              |
| 46 | 2                  | Опрезом се не добија рат              | Мелани Мејрон    | Дејвид М. Израел   | 18. октобар 2019.  | 0,41                         |
| Блејк и Фалон се суочавају с правним проблемима. Фалон и Адам се носе с последицама Лијамове несреће на различите начине. Андерс одлази код Сама у хотел, где проналазе собу пуну вредног блага.                                                         |                    |                                       |                  |                    |                    |                              |
| 47 | 3                  | Узалудна потера                       | Џеф Берд         | Кристофер Фајф     | 25. октобар 2019.  | 0,42                         |
| Фалон и Блејк сносе последице својих дела на различите начине. Адам је свима на списку најгорих, а Сама посећује неочекивани гост у хотелу. Доминик наставља са својим ђаволским плановима, а Кулејн ће примити Фалонино доброчинство.                   |                    |                                       |                  |                    |                    |                              |
| 48 | 4                  | Нешто очајнички                       | Кени Леон        | Џена Ричман        | 1. новембар 2019.  | 0,35                         |
| У специјалној епизоди чуће се сасвим другачија страна породице Карингтон, јер се Блејк поново осећа као да је на врхунцу. Он и Кристал изненадиће Адама вестима које он неће добро прихватити, па ће покушати да им саботира планове.                    |                    |                                       |                  |                    |                    |                              |
| 49 | 5                  | Мајко? Ја сам у Ла Миражу             | Бренди Бредберн  | Лиз Сзудло         | 8. новембар 2019.  | 0,35                         |
| Адам добија неочекивану Блејкову пажњу, док Фалон своју усмерава са бише љубави на бивши посао. Кирби стиче новог пријатеља упркос Кулејновом неодобравању. Семи позива специјалног госта на велико отварање, а Доминик позива Џефа као госта.           |                    |                                       |                  |                    |                    |                              |
| 50 | 6                  | Искоришћено сећање                    | Мет Ерл Бизли    | Кевин А. Гарнет    | 15. новембар 2019. | 0,38                         |
| Фалон размишља о томе да мало продрма своју компанију, а Доминик јој износи пословни предлог. Блејк и Кристал се усредсређују на суђење, а Кирби на то да Саму пронађе мушкарца. Лијам тражи услугу од Фалон. У међувремену, Џеф мотри на Блејка.        |                    |                                       |                  |                    |                    |                              |
| 51 | 7                  | Пуцањ с бока                          | Џеф Шоц          | Пола Сабага        | 22. новембар 2019. | 0,44                         |
| Блејк се спрема за Дан захвалности и захтева да Адам и Кристал прекину свађу. Фалон има нови пројекат, а Лијам среће старог пријатеља. Кулејн тера Доминик да открије важне податке, а ова тера Монику да ради с Ванесом. Сами и Андерс добијају помоћ.  |                    |                                       |                  |                    |                    |                              |
| 52 | 8                  | Сензационална проба Блејка Карингтона | Мелани Мејрон    | Франсеска Ху       | 6. децембар 2019.  | 0,37                         |
| Средином сезоне почиње Блејково суђење и сви чланови породице Карингтон и њени сарадници биће увучени у фрку. |                    |                                       |                  |                    |                    |                              |
| 53 | 9                  | Кавијар, верујем, није изгорео        | Џеф Берд         | Обри Вилалобос Кар | 17. јануар 2020.   | 0,34                         |
| Блејково суђење се наставља. Алексис шокира пороту својим сведочењем. Након свађе између Адама и Лијама, Фалон се враћа у судницу, где сазнаје да јој се мајка вратила, удата за њеног бившег вереника Џефа Колбија.                                     |                    |                                       |                  |                    |                    |                              |
| 54 | 10                 | Какве те туге море?                   | Паскал Верскурис | Либи Велс          | 24. јануар 2020.   | 0,34                         |
| Андерс тражи помоћ у проналажењу Кирби, па Фелон окупља Сема, Колбија, Кулејна и, невољно, Адама на том задатку. |                    |                                       |                  |                    |                    |                              |
| 55 | 11                 | Рана која можда никад зацелити неће   | Бренди Бредберн  | Брајс Шрам         | 31. јануар 2020.   | 0,34                         |
| Пошто се Алексис вратила, Блејк теши Кристал. Ради на томе да се врати у посао. Фалон би да прошири царство и тражи услугу Кулејну. Самов љубавни живот се загрева, а Колби мора да размотри друге опције. Кирби и Адам стварају необично пријатељство.  |                    |                                       |                  |                    |                    |                              |
| 56 | 12                 | Линије фронта                         | Мет Ерл Бизли    | Кристофер Фајф     | 7. фебруар 2020.   | 0,31                         |
| Блејк је сам у вили, а потрага за новим станом буди у Фалон такмичарски дух. Сам прави забаву за Дан заљубљених у Ла Миражу, а Адам долази у нади да ће наћи тајну обожаватељку. Вративши се у град, Доминик се брзо упетљала у сумњиве ситуације.       |                    |                                       |                  |                    |                    |                              |
| 57 | 13                 | Већину ствари гледаш црно-бело        | Хедер Том        | Дејивд М. Израел   | 21. фебруар 2020.  | 0,32                         |
| У јединственој епизоди Блејк и Кристал су задовољни новим гостом, док Адам тражи помоћ од Алексис и Колбија. Фалон планира посебан гест за Лијама који добија важну пословну прилику. Сам покушава нову врсту везе, док Кирби пати за својом симпатијом. |                    |                                       |                  |                    |                    |                              |
| 58 | 14                 | Та зла маћеха                         | Бренди Бредберн  | Гарет Окли         | 28. фебруар 2020.  | 0,34                         |
| Док се Блејк и Алексис и даље боре за Фалонину и Адамову оданост, Кристал прибегава драстичним мерама како би остварила своје планове. |                    |                                       |                  |                    |                    |                              |
| 59 | 15                 | Без излаза                            | Енди Беринг      | Џена Ричман        | 27. март 2020.     | 0,32                         |
| Фалон нуди да чува Конора док Лијам трага за својом трудном девојком. Доминик и Ванеса покрећу ријалити серијал и наговарају Кулејна да се придружи. У међувремену, Кристал чува Бетоа.                                                                  |                    |                                       |                  |                    |                    |                              |
| 60 | 16                 | Да ли је следећа операција бесплатна? | Мајкл А. Аловиц  | Лиз Сзудло         | 3. април 2020.     | 0,32                         |
| Фалон и Лијам одлучују да родитељство није тако лоше и наговарају Хајди да чува Конора у близини. Блејк и Кристал постају дарежљиви, док Алексис ангажује Адама да помогне око Џефове болести. Сам даје Кирби прилику да се докаже.                      |                    |                                       |                  |                    |                    |                              |
| 61 | 17                 | Отказала је...                        | Паскал Верскурис | Кевин А. Гарнет    | 10. април 2020.    | 0,38                         |
| Фалонин свет је окренут наглавачке јер постаје краљица злобе на интернету, а њен однос с Лијамом пред великим је искушењем. Кулејнов рођендан постаје главна атракција, али Доминикин нови пројекат тера га да преиспита Ванесине праве намере.          |                    |                                       |                  |                    |                    |                              |
| 62 | 18                 | Као да је позив свештеника нешто лоше | Елоди Кинел      | Обри Билалобос Кар | 17. април 2020.    | 0,30                         |
| Блејк се ближи склапању важног договора док се ближи почетак Кристалиног великог добротворног догађаја. Фалон тражи савршен свадбени поклон за Лијама, док Сам добија лекцију о пријатељству од Колбија.                                                 |                    |                                       |                  |                    |                    |                              |
| 63 | 19                 | Спасавање у стилу Робина Худа         | Џеф Берд         | Пола Сабага        | 1. мај 2020.       | 0,32                         |
| Адам и Лијам прискачу у помоћ Блејку и Андерсу. Сама посећује Дени Трејо. Фалон се суочава с тужбом због савета који је тетка Алексис дала једном слушаоцу подкаста. Кулејн, Ванеса и Доминик прослављају успех свог ријалити програма.                  |                    |                                       |                  |                    |                    |                              |
| 64 | 20                 | Сустигли су ме мамурлуци              | Џина Ламар       | Франсиска Ху       | 8. мај 2020.       | 0,37                         |
| У финалу сезоне, време је за Фалонино девојачко вече и све иде како се и очекује у свету Карингтонових. |                    |                                       |                  |                    |                    |                              |

### 4. сезона (2021)
Династија (ТВ серија из 2017, 4. сезона)